# Петър Гъбенски
Петър Иванов Гъбенски е български учител, общественик, дарител. Автор на първата история на Габрово в съавторство със своя брат Христо Гъбенски.

## Биография
Петър Гъбенски е роден на 20 юли 1870 г. в Габрово. Завършва средно образование в Търново през 1891 г., благодарение на своя брат Христо Гъбенски. През 1894 г. се дипломира в Софийския университет (София), специалност Българска филология.
Професионалният му път започва в Лом (1894-1897), където учителства в Ломското педагогическо училище. От 1897 г. е учител в Първа мъжка гимназия (София).
Между 1923 г. и 1929 г. Петър Гъбенски е библиотекар в Народна библиотека в София в Българския отдел.
През 1918 г. е командирован от Министерство на народната просвета из Търновско за проучване на коледните и новогодишни обреди и обичаи. Наред с търновския край започва да изучава и гр. Габрово. През 1909 г., 1913 и 1923 г. обикаля габровския край. Успява да събере богат архив от ръкописи, писма, документи и фотографии, които подарява на Габровския музей. Сред тях са заглавия на ръкописи като:
- „Биография на свещеник Иван Поппетков“
- „Стари пътища и крепости в Габровско“
- „История на Девическия манастир“
- „Вокализация на Габровския говор“
- „Пещерите в Габровско“

Намира вечен покой на 14 януари 1955 г. в гр. София.

## Първата история на Габрово
Първите писмени сведения за Габрово са направени от чужденците, които са пътували из Българските земи. В техните съчинения намираме ценни сведения и за Габрово:
- Марсили (1744)
- Майер (1820)
- Тийц (1734)
- Али Бус (1854)
- Феликс Каниц (1875)
- Григорович (1877)
- Константин Иречек (1899)

В средата на XIX век се появяват по-значтелни сведения, статии, дописки в българския периодичен печат:
- Вестник „Турция“
- Вестник „Македония“
- Вестник „Дунав“
- Вестник „Век“
- Вестник „Право“ и др.

Първите габровци, които пишат за града са Васил Априлов, Илия Христович („ Нещо за Габрово“).
Едва през 1903 г. братята Христо Гъбенски и Петър Гъбенски, синове на Иван Гъбенски, издават първата история на Габрово под наслов: „История на града Габрово и габровските въстания“. Книгата е издание на Габровската община, с обем 146 страници, на печатница „Заря“, с цена 1,50 лв. Макар и скромен, този труд е от особено значение и източник на информация, особено за въстанията от Габровско. Във връзка с въстанията, Христо Гъбенски направил научна екскурзия през 1900 г., заедно с някои от участниците в тях: Георги Бучаров, Ганчо Мацков, Цоню Постомпиров, Симеон Петров и Петър Маринчев. Придружени са от учителите Никола Драганов, Захари Иванов, Васил Станчев, Христофор Хесапчиев и фотографа Карл Либих. Водени от чисто родолюбиви чувства и възрожденски идеализъм, цели 10 години събират информация, исторически материал от различни документи и спомени, публикации във вестници и списания.
В предговора пишат: „Ние не можем да се похвалим, че сме направили нещо съвършено; целта ни беше само да изнесем в печата само това, което ходи от уста на уста между старите габровци, както за въстанията, тъй и за историята на града, за да го запазим и да дадем възможност на младите да видят какво е било едно време в Габрово и как са работили бащите и дедите им“.
За положения труд не са получили никакъв хонорар. Средствата от продажбата вложили във фонд „Вдигнете паметник на габровските въстания".